# Mikoyan-Gurevich MiG-9
Mikoyan-Gurevich MiG-9 (tiếng Nga: Микоян и Гуревич МиГ-9, tên ký hiệu của NATO: Fargo) (không phải là bản phát triển từ MiG-3 cũng được gọi là "MiG-9") là máy bay đầu tiên trong thế hệ máy bay sử dụng động cơ tua bin tạo lực đẩy dưới dạng luồng khí phụt ra và cũng là chiếc máy bay chiến đấu đầu tiên được phát triển ngay sau chiến tranh thế giới thứ II.

## Phát triển
MiG-9 được phát triển từ nguyên mẫu máy bay I-300 (cũng còn được gọi là izdeliye F {mẫu F hay sản phẩm F} bởi OKB), nó bay lần đầu vào ngày 24 tháng 4 năm 1946 do phi công Alexei N. Grinchik điều khiển. I-300 đã trở thành máy bay phản lực thực sự đầu tiên của Nga, nó chỉ bay trước Yakovlev Yak-15 có 1 giờ.
I-300 được thiết kế hoàn toàn bằng kim loại, với động cơ được đặt sau buồng lái ở phía dưới thân máy bay, ống xả khí nằm ngay dưới đuôi. Thiết kế này thường được các OKB của Liên Xô sử dụng cho các mẫu máy bay phản lực đầu tiên. Với thiết kế này đã nảy sinh một số vấn đề như bảo vệ bộ phận đuôi khỏi luồng khí nóng phát ra từ động cơ, và người ta đã sử dụng biện pháp đặt các tấm thép cán mỏng chịu nhiệt đặt dưới đuôi.
I-300 có thiết kế cánh thẳng đơn giản với những cánh tà được xẻ rãnh, và cánh đuôi có hình tam giác. Chú ý là I-300 là một trong những thiết kế máy bay tiêm kích đầu tiên của Liên Xô có bộ bánh đáp ba bánh.
Động cơ gồm 2 động cơ phản lực tua bin RD-20, đây là bản sao chép của động cơ BMW 003 do Đức chế tạo, được Liên Xô thu giữ sau chiến tranh. Trong một số trường hợp vì thiếu động cơ RD-20, nên những động cơ BMW 003 vẫn được sử dụng trên một số sản phẩm máy bay
I-300 có 4 thùng đựng nhiên liệu kiểu túi trong thân và 3 ở mỗi cánh, cho phép máy bay mang được tổng số nhiên liệu là 1.625 lít (429 US gallon).
Trong khi kế hoạch trang bị vũ khí cơ bản dựa trên pháo 37 mm NL-37 đặt ở giữa thân, thì phiên bản sản xuất của MiG-9 lại được trang bị vũ khí thường là 1 khẩu pháo 37 mm và 2 khẩu pháo NS-23 23 mm. Cách bố trí 3 khẩu pháo cũng khác thường, với khẩu NL-37 đặt ở giữa trước khe hút không khí của động cơ, và hai khẩu pháo nhỏ hơn đặt thấp hơn miệng hút không khí của động cơ. Cách thiết kế khác thường này của khẩu pháo hạng nặng đã đẩy ra những nghi ngờ là nguyên nhân gây ra vài cái chết của những phi công.
Điểm khác thường nữa là I-300 không có ghế phóng dành cho phi công.

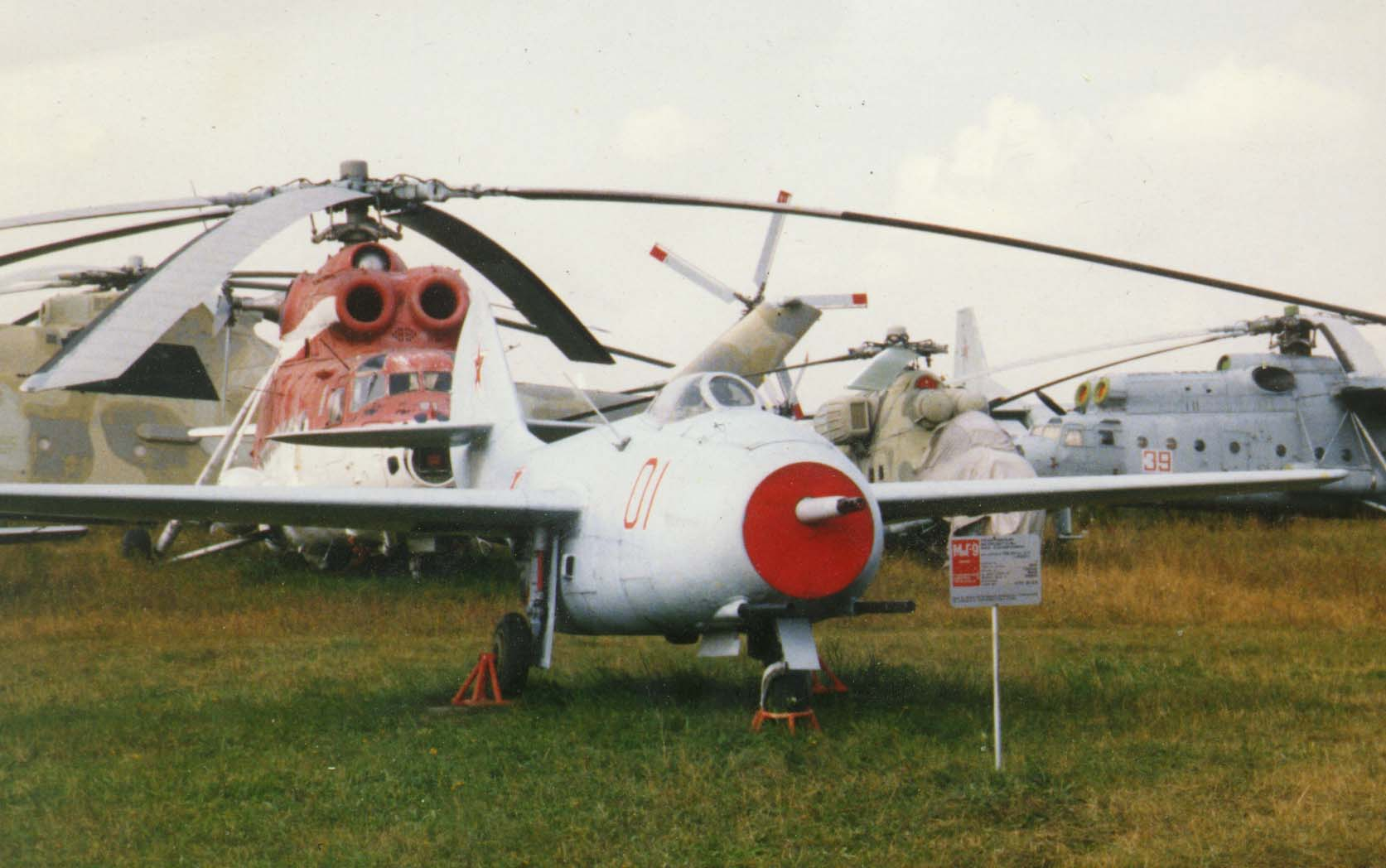
MiG-9 tại bảo tàng Monino

I-300 đặt đến tốc độ 565 mph (910 km/h) trong những thử nghiệm ban đầu, và sau những cải tiến, sửa đổi I-300 bắt đầu hoạt động trong biên chế của Không quân Xô viết với tên gọi MiG-9 trong mùa đông 1946-1947. Chiếc máy bay phản lực này có khá nhiều điều gây phiền toái và những vấn đề liên quan đến thiết bị lái, tuy nhiên nó vẫn được đưa vào sử dụng vì những cân nhắc chính trị. Những cân nhắc chính trị là nguyên nhân trực tiếp dẫn đến cái chết của phi công thử nghiệm Alexei N. Grinchik vào ngày 11 tháng 7-1946, khi anh gặp tai nạn với nguyên mẫu I-300 trong khi đang bay trình diễn cho những người đứng đầu VVS và quan chức chính phủ xem.
Sản phẩm MiG-9 có tên ký hiệu của NATO là "Fargo" và tên gọi của Liên Xô là I-301.
Những đồ án sau này của MiG-9 cố gắng giải quyết những vấn đề đã nảy sinh với I-300, bao gồm lắp một bộ thăng bằng hình chữ nhật cho nòng pháo 37 mm, dẫn đến tên gọi "The Butterfly", tuy nhiên không có cố gắng nào tiến triển tốt. Cuối cùng, toàn bộ phần mũi được thiết kế lại với nóng pháo được chuyển ra sau khe hút không khí của động cơ và với buồng lái được chuyển ra phía trước. Kết quả là MiG-9M một chỗ ngồi, nó có ghế phóng dành cho phi công và động cơ RD-21, RD-21 là phiên bản có khả năng đốt nhiên liệu phụ trội của RD-20 / BMW-003.
MiG-9 được dùng cho vai trò tấn công mặt đất và 598 chiếc đã được chế tạo với các phiên bản khác nhau cho đến cuối năm 1948.

## Các phiên bản
- I-300: mẫu đầu tiên
- MiG-9 (F): "aircraft F" - sử dụng động cơ RD-20
- MiG-9 (FP): "aircraft FP", I-302 - mẫu máy bay với sự giảm bớt vũ khí
- MiG-9 (FL): "aircraft FL", I-305 - biến thể với động cơ Lyulka TR-1A nhưng không thành công
- MiG-9 (FF): "aircraft FF", I-307 - mẫu máy bay với động cơ RD-20F hoặc RD-21
- MiG-9L: nguyên mẫu máy bay thử nghiệm hệ thống điện tử hàng không cho tên lửa hành trình chống tàu phóng từ máy bay Raduga KS-1 Komet.
- MiG-9M (FR): "aircraft FR", I-308 - mẫu máy bay giảm nhẹ trọng lượng với động cơ RD-21
- MIG-9UTI: máy bay huấn luyện 2 chỗ

## Quốc gia sử dụng
- Liên bang Xô viết
  - Không quân Xô viết
- Cộng hòa Nhân dân Trung Hoa
  - Không quân Quân Giải phóng Nhân dân Trung Quốc

## Thông số kỹ thuật

### Thông số riêng
- Phi đoàn: 1
- Dài: 9.83 m (32 ft 3 in)
- Sải cánh: 10 m (32 ft 10 in)
- Cao: 3.22 m (10 ft 7 in)
- Diện tích cánh: 18.20 m² (195.9 ft²)
- Trọng lượng rỗng: 3.420 kg (7.540 lb)
- Trọng lượng cất cánh: 4.965 kg (10.945 lb)
- Trọng lượng tối đa: 5.500 kg (12.125 lb)
- Động cơ: 2x Kolesov RD-20 động cơ phản lực, công suất 7.8 kN (lbf) cho mỗi động cơ

### Hiệu suất bay
- Vận tốc cực đại: Mach 0.8, 910 km/h (565 mph) trên độ cao 4.500 m (14.765 ft)
- Tầm hoạt động: 800 km (495 mi)
- Trần bay: 13.000 m (42.650 ft)
- Tốc độ bay lên: 19.4 m/s (3.815 ft/min)
- Lực đẩy/ trọng lượng: 0.40 (kN/kg)

### Vũ khí
- 1x pháo 37 mm NL-37
- 2x pháo 23 mm NS-23

## Nội dung liên quan

### Máy bay có tính năng tương đương
- Yakovlev Yak-15

### Danh sách máy bay tiếp theo
MiG-3 -
MiG-8 -
MiG-9 (I-210)/MiG-9 (I-301) -
MiG-13 (I-250) -
MiG-15 -
MiG-17